# Комарнівська міська рада
Комарнівська міська рада — орган місцевого самоврядування у Львівському районі Львівської області з адміністративним центром у м. Комарні.

## Загальні відомості
Водоймища на території, підпорядкованій даній раді: річка Дністер, річка Верещиця, річка  Струга.

## Населені пункти
Міській раді підпорядковані населені пункти:
- м. Комарно

## Склад ради
Рада складається з 26 депутатів та голови.

### VI скликання
Результати місцевих виборів 2010 року за даними ЦВК
| № зп                                                    | № округу                   | Прізвище, ім'я, по батькові  | Дата визнання обраним      | Відомості про обраного депутата                                                                               |
| Громадянська партія «ПОРА»                              | Громадянська партія «ПОРА» | Громадянська партія «ПОРА»   | Громадянська партія «ПОРА» | Громадянська партія «ПОРА»                                                                                    |
| ------------------------------------------------------- | -------------------------- | ---------------------------- | -------------------------- | --- |
| 1                                                       | 7                          | Кремса Тарас Степанович      | 04.11.2010                 | Освіта вища, позапартійний, приватний підприємець                                                             |
| Партія промисловців і підприємців України               |                            |                              |                            | |
| 1                                                       | 5                          | Єндик Володимир Петрович     | 04.11.2010                 | Освіта вища, позапартійний, приватний підприємець                                                             |
| 2                                                       | 6                          | Шпить Михайло Володимирович  | 04.11.2010                 | Освіта середня, позапартійний, приватний підприємець                                                          |
| 3                                                       | 8                          | Ліпар Борис Романович        | 04.11.2010                 | Освіта вища, позапартійний, ПП «Оксамит», директор                                                            |
| Політична партія Всеукраїнське об'єднання «Батьківщина» |                            |                              |                            | |
| 1                                                       | 3                          | Тарадада Григорій Михайлович | 04.11.2010                 | Освіта середня, член Всеукраїнського об'єднання «Батьківщина», УМГ «Львів-трансгаз», керівник спортивної бази |
| Політична партія Всеукраїнське об'єднання «Свобода»     |                            |                              |                            | |
| 1                                                       | 9                          | Соломон Богдан Михайлович    | 04.11.2010                 | Освіта вища, член Всеукраїнського об'єднання «Свобода», тимчасово не працює                                   |
| Політична партія Конгрес Українських Націоналістів      |                            |                              |                            | |
| 1                                                       | 10                         | Ковпаченко Олег Миколайович  | 04.11.2010                 | Освіта вища, член Конгресу Українських Націоналістів, Бібрське ЛВУМГ «Львівтрансгаз», голова профгрупи        |
| Українська Народна Партія                               |                            |                              |                            | |
| 1                                                       | 1                          | Шишка Данута Іванівна        | 04.11.2010                 | Освіта середня спеціальна, позапартійна, Комарнівська міська рада, секретар                                   |
| 2                                                       | 2                          | Фецат Микола Євстахійович    | 04.11.2010                 | Освіта вища, позапартійний, УМГ «Львівтрансгаз», заступник бухгалтера                                         |
| 3                                                       | 4                          | Семенович Богдан Степанович  | 04.11.2010                 | Освіта вища, позапартійний, позапартійний                                                                     |

| № зп                                                    | № округу                   | Прізвище, ім'я, по батькові   | Дата визнання обраним      | Відомості про обраного депутата                                                                                                   |
| Громадянська партія «ПОРА»                              | Громадянська партія «ПОРА» | Громадянська партія «ПОРА»    | Громадянська партія «ПОРА» | Громадянська партія «ПОРА» |
| ------------------------------------------------------- | -------------------------- | ----------------------------- | -------------------------- | --- |
| 1                                                       | б/м                        | Ярославська Марта Андріївна   | 04.11.2010                 | Освіта вища, член Громадянської партії «ПОРА», Приватне мале підприємство «Млин», генеральний директор                            |
| Партія промисловців і підприємців України               |                            |                               |                            | |
| 1                                                       | б/м                        | Семан Богдан Петрович         | 04.11.2010                 | Освіта вища, член Партії промисловців і підприємців України, ГПУ Львівгазвидобування, оператор АЗС                                |
| 2                                                       | б/м                        | Косаняк Андрій Ярославович    | 04.11.2010                 | Освіта вища, член Партії промисловців і підприємців України, ЗГРУ Приватбанк м. Комарно, керуючий відділенням                     |
| Політична партія Всеукраїнське об'єднання «Батьківщина» |                            |                               |                            | |
| 1                                                       | б/м                        | Кос Михайло Ананійович        | 04.11.2010                 | Освіта середня, член Всеукраїнського об'єднання «Батьківщина», приватний підприємець                                              |
| 2                                                       | б/м                        | Мисько Антоніна Григорівна    | 04.11.2010                 | Освіта вища, член Всеукраїнського об'єднання «Батьківщина», тимчасово не працює                                                   |
| Політична партія Всеукраїнське об'єднання «Свобода»     |                            |                               |                            | |
| 1                                                       | б/м                        | Хрупчик Ігор Володимирович    | 04.11.2010                 | Освіта вища, член Всеукраїнського об'єднання «Свобода», ТОВ «АБІ», архітектор                                                     |
| 2                                                       | б/м                        | Терешко Михайло Володимирович | 04.11.2010                 | Освіта середня, член Всеукраїнського об'єднання «Свобода», Бібрське Лінійновиробниче управління магістральних газопроводів, водій |
| 3                                                       | б/м                        | Рубаха Роман Богданович       | 04.11.2010                 | Освіта вища, член Всеукраїнського об'єднання «Свобода», Національний університет «Львівська політехніка», студент                 |
| Політична партія «Наша Україна»                         |                            |                               |                            | |
| 1                                                       | б/м                        | Копер Богдан Володимирович    | 04.11.2010                 | Освіта вища, член Політичної партії «Наша Україна», приватний підприємець                                                         |
| Українська Народна Партія                               |                            |                               |                            | |
| 1                                                       | б/м                        | Слонівський Богдан Ігорович   | 04.11.2010                 | Освіта вища, член Української Народної Партії, ПП «Комарик», менеджер                                                             |

### Керівний склад ради
| ПІБ                       | Основні відомості                                                                            | Дата обрання | Дата звільнення |
| ------------------------- | -------------------------------------------------------------------------------------------- | ------------ | --------------- |
| Здерко Євген Петрович     | Міський голова, 2034 року народження, освіта, член Партії промисловців і підприємців України | 26.03.2006   | 31.10.2010      |
| Іваницький Тарас Іванович | Міський голова, 1958 року народження, освіта вища, безпартійний                              | 31.10.2010   |                 |

Примітка: таблиця складена за даними джерела